# 費爾菲爾德森特 (印地安納州)
費爾菲爾德森特（英語：Fairfield Center）是位於美國印地安納州迪卡爾布縣的一個非建制地區。該地的面積和人口皆未知。

## 地理
費爾菲爾德森特的座標為41°28′57″N 85°07′41″W / 41.48250°N 85.12806°W，而該地的平均海拔高度為294米（即965英尺）。